# Salsola pellucida
Salsola pellucida är en amarantväxtart som beskrevs av Dmitrij Litvinov. Salsola pellucida ingår i släktet sodaörter, och familjen amarantväxter. Inga underarter finns listade i Catalogue of Life.